# Soak
Soak es una banda española de punk-rock originaria de Cangas de Morrazo (Pontevedra, Galicia).

## Historia
Empezaron su andadura en el año 1989, siendo el grupo pionero de la movida punk de Cangas. Durante un tiempo se llamaron Kaos, pero para evitar confusiones con otros grupos decidieron cambiar su nombre de sentido (la palabra "soak" es la palabra "kaos" leída de izquierda a derecha).

## Influencias
Musicalmente se consideran influenciados por grupos como Dead Kennedys, The Clash, Eskorbuto o Cicatriz.

## Ideología
Se definen como una banda antifascista, anticlerical y favorable a la libre autodeterminación de los pueblos.

## Miembros
Los miembros de la banda son:
- Suso (voz).
- Xurxo (guitarra y coros).
- Berto (guitarra).
- Juan (bajo y coros).
- Marcos (batería).

Por el grupo también han pasado instrumentistas como Gabi, Toño y Mikele (guitarras) o Xaime, Martín y Katxo (baterías).

## Discografía
En 2009 estaban trabajando en un nuevo CD, que se llamaría Nacer, crecer, hipotecarse y morir, pero la banda paró antes de editarlo.

### "Banda Armada" (2004)
- Intro
- Mentiroso
- Matadero
- La visagra
- Kemando la vida
- Tutte le matineé
- Torturador
- Parado
- Banda armada
- Kondenados
- Aborto libre
- Agua
- Adiós
- El engaño
- Ke se koman al papa
- Muérete
- Korrosivo

### "Kaos" (2003)
- Putafina
- Yo no soy
- No me gusta nada
- Kontra toda autoridad
- Pato patareko
- Secreto
- El día en ke yo me muera
- Tabako de batea
- Los gusanos
- Los Ramones
- Ke mal estoy
- Ke se joda el mundo

### CD Recopilatorio "Estado de sitio" (2001)
- Joven podrido
- A verbena dos eucaliptos
- Carrero blanco
- Moito vizio
- Neno

### CD recopilatorio "Tren con destino al infierno" (Tributo a Eskorbuto) (2000)
- Escupe a las banderas

### CD Recopilatorio "Unión Bravú" (1994)
- Galiza morta

### Maxi-LP "Aki non se rinde ninguén" (1992)
- O albañil
- Ska mili
- Celibato
- El engaño de vivir